# Morten Brask
Morten Brask (født 10. marts 1970 i København) er en dansk forfatter som har udgivet romaner, rejsebøger, fagbøger og satiriske bøger. Hans skønlitterære debut var romanen Havet i Theresienstadt (2007), som i 2011 udkom på fransk og blev nomineret til Pris du roman Fnac.
I marts 2011 udkom Morten Brasks anden roman, William Sidis perfekte liv, som er baseret på vidunderbarnet William James Sidis liv og skæbne. Den er udkommet i ni lande og tildeltes flere litterære priser. I 2013 udgav han den autofiktive roman En pige og en dreng og i 2016 romanen Ofrene.

## Udmærkelser
- Statens Kunstfonds tre-årige arbejdsstipendium 2011[3]
- Prix de Roman FNAC 2011 (nomineret)[4]
- Chapitre du roman européen 2011 (nomineret)[4]
- Coup de cœur des Libraires 2011[5]
- Premio Bottari Lattes Grinzane 2015[6]
- Premio Speciale Edoardo Kihlgren Opera Prima 2015[7]

### Romaner
- Havet i Theresienstadt (2007)
- William Sidis perfekte liv (2011)
- En pige og en dreng (2013)
- Ofrene (2016)

### Rejsebeskrivelser
- Rejse i regntid (2001)

### Fagbøger
- Jøden & Arieren – i den nazistiske filmpropaganda (1995)
- Blondanett (2005)
- Film Macht Frei (2008)

### Satire
- Snapstinget 1 (2001)
- Snapstinget 2 (2002)